# اشتجران
اشتجران یکی از روستاهای استان آذربایجان شرقی است که در دهستان حومه بخش مرکزی شهرستان سرآب واقع شده‌است.